# Royal Wedding
Royal Wedding es una película de comedia musical de Metro-Goldwyn-Mayer de 1951 protagonizada por Fred Astaire y Jane Powell, con música de Burton Lane y letra de Alan Jay Lerner. La película fue dirigida por Stanley Donen; fue su segunda película y la primera que dirigió por su cuenta. Se estrenó como Wedding Bells en el Reino Unido.
La historia se desarrolla en Londres en 1947 en el momento de la boda de la princesa Isabel y Philip Mountbatten. Astaire y Powell juegan a ser hermanos en un dúo de canción y baile, haciendo eco de la relación teatral de la vida real de Fred y Adele Astaire.
Royal Wedding es uno de los varios musicales de MGM que entraron en el dominio público porque el estudio no renovó el registro de derechos de autor en el 28º año después de su publicación.

## Argumento
La historia ve al hermano y a la hermana Tom y Ellen Bowen como protagonistas de un espectáculo Cada Noche a las Siete, un éxito de Broadway. Se les convence para que lleven el espectáculo a Londres, aprovechando la inminente boda real de la princesa Isabel y Philip Mountbatten.

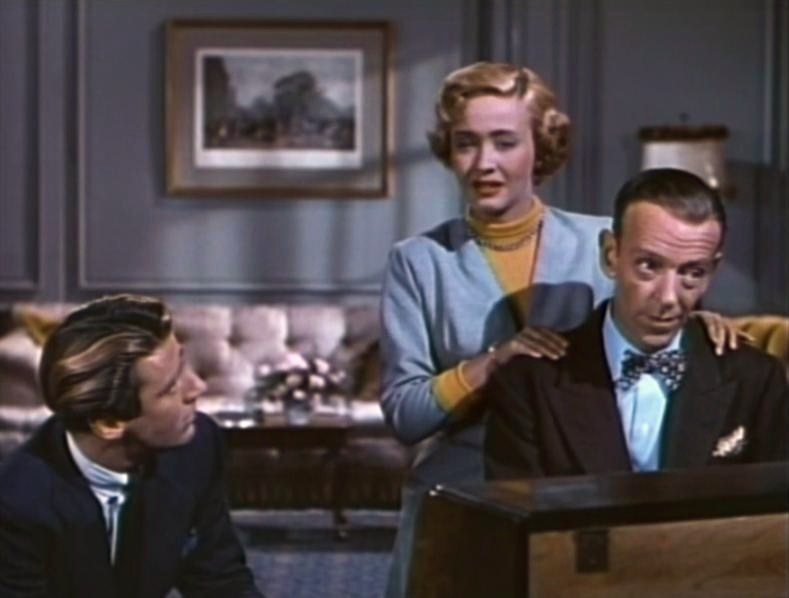
Peter Lawford, Jane Powell y Fred Astaire en Royal Wedding

En el barco, Ellen conoce y se enamora rápidamente del empobrecido pero bien conectado Lord John Brindale. Mientras hace el casting en Londres, Tom se enamora de una bailarina recién comprometida, Anne Ashmond. Tom ayuda a Anne a reconciliar a sus padres separados y también pide a su agente que localice al supuesto prometido de Anne en Chicago - sólo para descubrir que está casado y por lo tanto Anne es libre de hacer lo que quiera.
Llevados por la emoción de la boda, las dos parejas deciden que también se casarán ese día. Gracias a la ingeniosidad del agente de Tom en Londres, Edgar Klinger, que conoce a alguien en la oficina del arzobispo que puede cortar los trámites oficiales y también tiene un ministro de cooperación en el bolsillo, Anne y Tom, y Ellen y John, se casan de hecho el día de la boda real.

## Reparto
- Fred Astaire como Tom Bowen
- Jane Powell como Ellen Bowen
- Peter Lawford como Lord John Brindale
- Sarah Churchill como Anne Ashmond
- Keenan Wynn como Irving Klinger / Edgar Klinger
- Albert Sharpe como James Ashmond

## Producción
Stanley Donen y Jane Powell no formaban parte del equipo y el reparto original de la película; el ex bailarín Charles Walters era el director original de la película, con June Allyson como coprotagonista de Astaire. Judy Garland fue contratada como Ellen debido al embarazo de Allyson, a pesar de la objeción de Walters que había pasado un año y medio cuidando de ella a través de su anterior película, Summer Stock. En lugar de escuchar la objeción de Walters, Arthur Freed trajo a Donen como director; Garland, que durante los ensayos sólo trabajaba medio día, empezó a llamar para decir que estaba enferma, ya que la fotografía principal iba a empezar. Eso hizo que Freed la reemplazara por Jane Powell, lo que a su vez provocó que MGM cancelara el contrato de Garland con el estudio, que había durado 14 años.
La fotografía principal tuvo lugar en 1950, del 6 de julio al 24 de agosto; las retomas tuvieron lugar a mediados de octubre.
La escena con la canción "You're All the World to Me" fue filmada construyendo un set dentro de un barril giratorio y montando la cámara y su operador a una tabla de planchar que podía ser girada junto con la habitación. Astaire bailó en el set del barril como si realmente bailara en la pared y el techo. Inspiró la canción de Lionel Richie "Dancing on the Ceiling" con el vídeo musical en el que Richie baila en la misma habitación como tributo a Astaire.

## Canciones notables y rutinas de baile

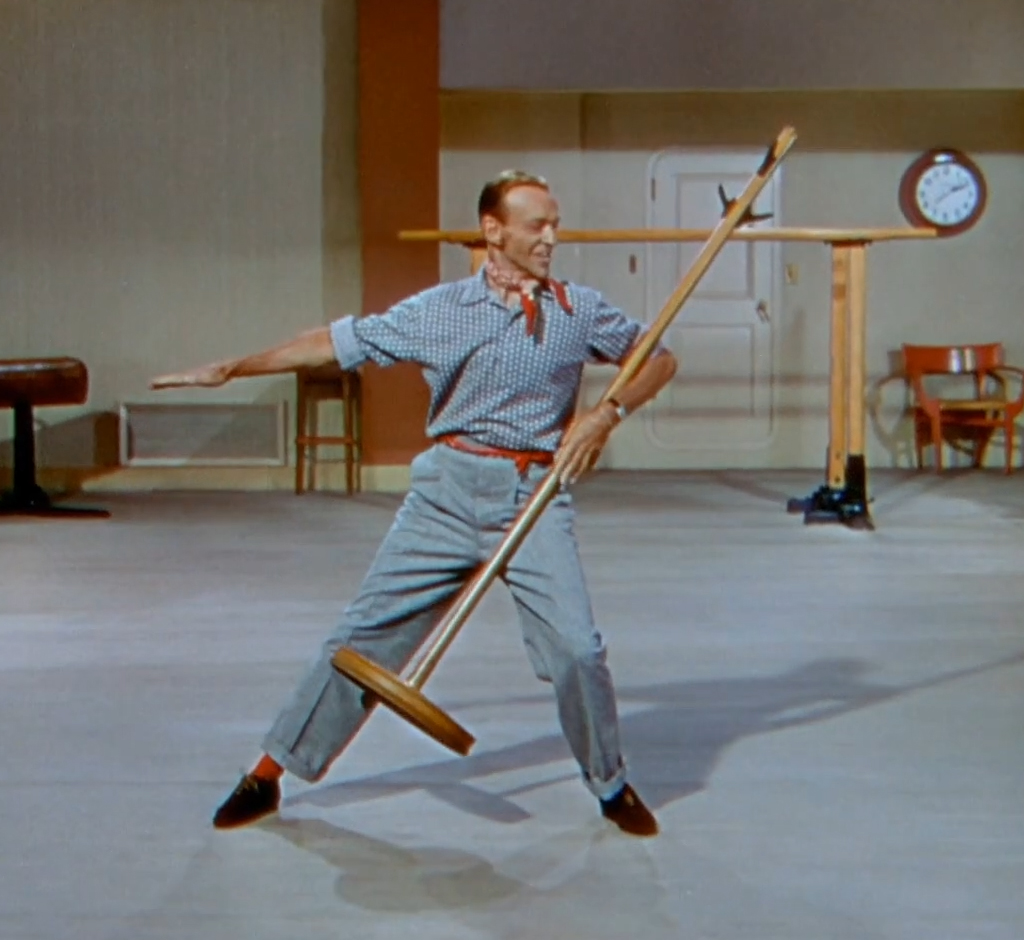
Astaire en "Sunday Jumps"

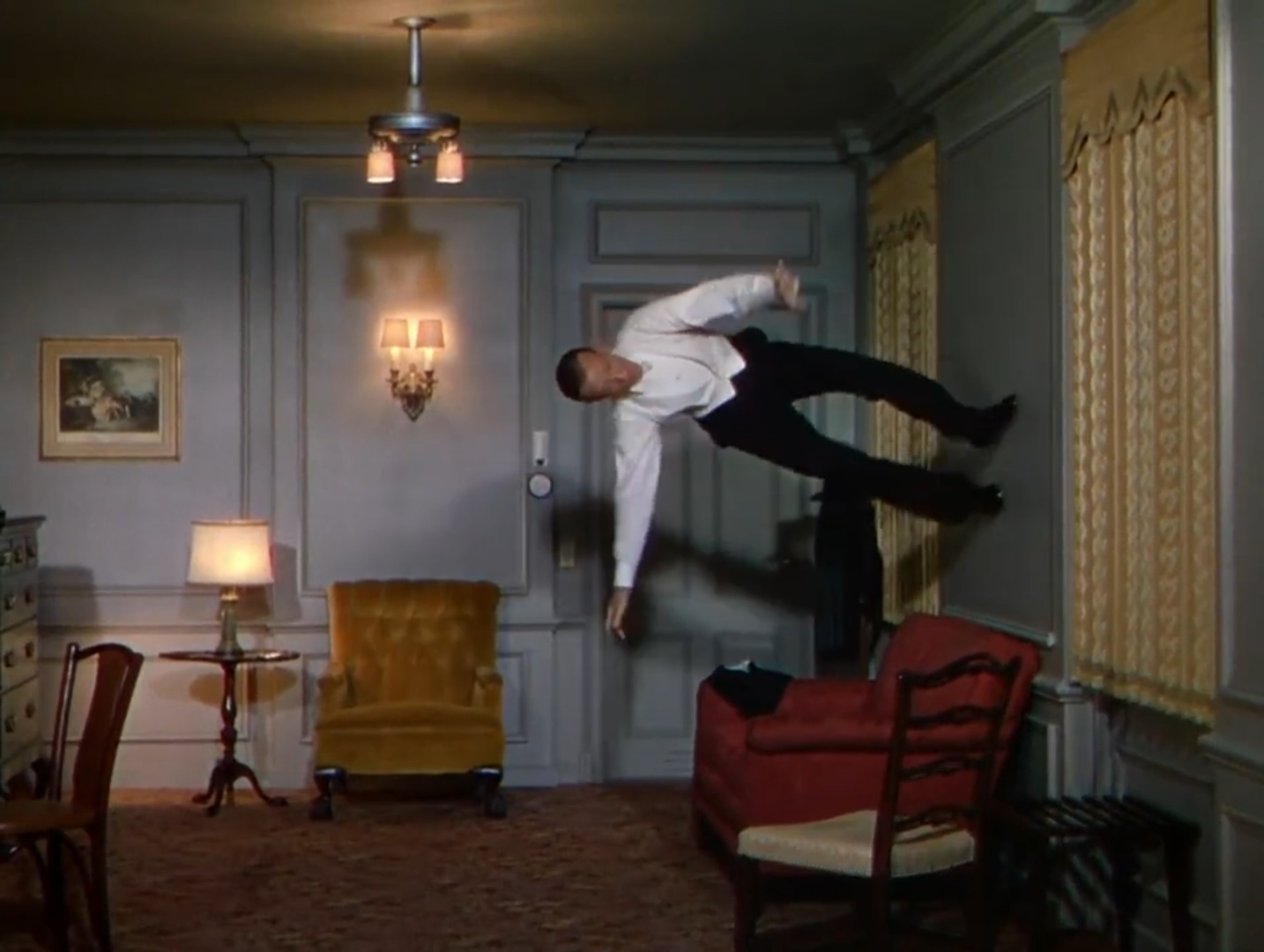
Astaire en "You're All the World to Me"

Las canciones de Royal Wedding fueron escritas por Burton Lane (música) y Alan Jay Lerner (letra). Los bailes fueron coreografiados por Nick Castle.
- "Ev'ry Night At Seven": The film's opening number has Astaire and Powell perform from the "play within a play" Broadway musical that their characters are taking to London.
- "Saltos de Domingo": Astaire se parodia a sí mismo bailando con un sombrero. La fama del baile se basa en la habilidad de Astaire para animar lo inanimado. El solo tiene lugar en el gimnasio de un barco, donde Astaire espera para ensayar con su compañero Powell, que no aparece, haciéndose eco de la actitud de Adele Astaire hacia los obsesivos hábitos de ensayo de su hermano, a los que la letra (inédita e inédita) también hacía referencia. En 1997, la viuda de Astaire, Robyn, autorizó a Dirt Devil a utilizar una versión digitalmente alterada de la escena en la que Astaire baila con su producto en un anuncio; la hija de Astaire, Ava, se opuso públicamente al anuncio, dando a entender que habían "empañado su imagen" y diciendo que era "la antítesis de todo lo que mi encantador y gentil padre representaba".
- "Abre los ojos": Este vals es cantado por Powell al comienzo de una rutina romántica bailada por Powell y Astaire frente a una audiencia en el salón de baile de un transatlántico. Pronto, una tormenta sacude el barco y el dúo se transforma en una rutina cómica con los bailarines deslizándose a los movimientos del barco. Este número está basado en un incidente de la vida real que les ocurrió a Fred y Adele Astaire mientras viajaban en barco a Londres en 1923. [se necesita cita]
- "Los días más felices de mi vida": El personaje de Powell canta esta balada a Lawford, con Astaire sentado al piano..
- "How Could You Believe Me When I Said I Love You When You Know I've Been a Liar All My Life" tiene lo que se considera el título más largo de cualquier canción en la historia musical de MGM. Por primera vez en su carrera, Astaire deja a un lado toda pretensión de elegancia y se entrega a una canción cómica y baila al estilo vodevil con Powell. La rutina recuerda el número de "A Couple Of Swells" con Judy Garland en el Desfile de Pascua. Aquí, por segunda vez en la película, parece parodiar a Gene Kelly vistiendo el característico canotito de paja de este último y empleando los pasos y zancadas que se originaron con George M. Cohan y que fueron muy favorecidos en la coreografía de Kelly. [se necesita cita]
- "Demasiado tarde ahora": Powell canta su tercera balada, esta vez una abierta declaración de amor, a Lawford.
- "Eres todo el mundo para mí": En uno de sus más conocidos solos, Astaire baila en las paredes y techos de su habitación porque se ha enamorado de una hermosa mujer que también ama bailar. La idea se le ocurrió a Astaire en los años 20 y fue mencionada por primera vez por él en la publicación publicitaria de la MGM Lion's Roar en 1945. [se necesita cita]
- "Dejé mi sombrero en Haití": Este número, esencialmente obra del director de danza Nick Castle, [se necesita cita] involucra a Powell, Astaire y al coro en una rutina de canto y baile con un tema caribeño.

## Recepción
Según los registros de MGM, la película ganó 2.548.000 dólares en los EE. UU. y Canadá y 1.354.000 dólares en otros lugares, lo que resultó en una ganancia para el estudio de 584.000 dólares. La película fue catalogada por Variety como uno de los mayores éxitos de taquilla de 1951.
Cuando se estrenó, Bosley Crowther en el New York Times escribió que la película tenía "mucho baile y algunas canciones agradables"; según Crowther, "al Sr. Astaire le ha ido mejor en su vida - y también le ha ido mucho peor".
En el sitio web del agregador de revisiones Rotten Tomatoes, Royal Wedding tuvo un 91% de aprobación basado en 23 revisiones. El consenso del sitio dice: "Material musical clásico de MGM, caracterizado por la dirección de la flota de Stanley Donen y unas increíbles actuaciones de baile de la estrella Fred Astaire."

## Premios y honores
"Too Late Now" fue nominada para un premio de la Academia a la mejor canción original en la 24ª edición de los premios de la Academia, perdiendo el premio por "In the Cool, Cool, Cool of the Evening" de Hoagy Carmichael y Johnny Mercer, que apareció en "Here Comes the Groom".
La película está reconocida por el Instituto Americano de Cine en estas listas:
- 2002: 2002: Los 100 años de la AFI... 100 pasiones - Nominado
- 2006: Los mejores musicales del AFI - Nominados

## Video casero
En 2007, Warner Home Video lanzó Royal Wedding en un set de DVD como parte de su serie "Musicales clásicos de la fábrica de sueños", junto con "tres películas finas pero no excepcionales dirigidas por Norman Taurog" y otras dos películas: La Bella de Nueva York y El Pirata.
La película fue presentada más tarde en un episodio de Cinema Insomnia. También se distribuye a través de Corinth Films.
Las canciones mencionadas fueron publicadas por MGM en un disco de 10 pulgadas grabado en 33⅓ rpm (MGM E-543).
La canción "Sunday Jumps" fue referenciada por Mel Gibson en What Women Want y por David Byrne en la película de concierto de Talking Heads Stop Making Sense. "Sunday Jumps" también fue parodiada por la rana Gustavo en The Great Muppet Caper. [se necesita cita]